# Convolvulus lactescens
Convolvulus lactescens Mutis  är en vindeväxtart.
Convolvulus lactescens ingår i släktet vindor, och familjen vindeväxter. Inga underarter finns listade i Catalogue of Life.